# Saison 19 de L'amour est dans le pré
La dix-neuvième saison de L'amour est dans le pré, est une émission de télévision française de téléréalité, diffusée chaque semaine sur M6 à partir du 19 août 2024. Elle est présentée par Karine Le Marchand.
Les portraits des 10 agriculteurs et 2 agricultrices participants à cette saison ont été diffusés les 8 janvier, 15 janvier et 22 janvier 2024. Trois autres agriculteurs devaient participer à l'émission mais ont finalement abandonné.

## Production et organisation

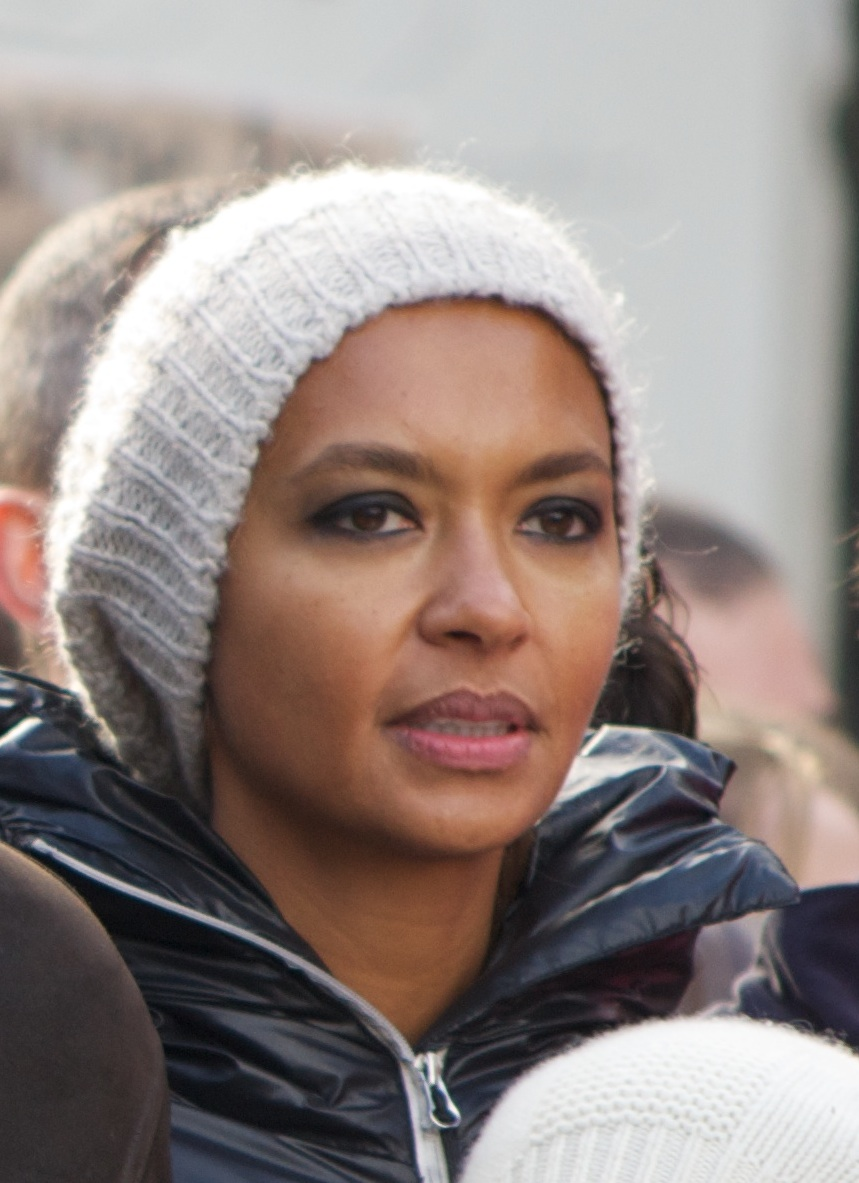
Karine Le Marchand présente l'émission.

Karine Le Marchand, présentatrice depuis la cinquième saison, l'est à nouveau pour cette édition. Elle possède aussi le rôle de voix off.
La société de production Fremantle produit une fois de plus cette saison.

## Participants
Ci-après, la liste des 12 participants de cette saison.
| Participants | Participants | Profession                                                | Âge    | Localisation            | Intéressé par |
| ------------ | ------------ | --------------------------------------------------------- | ------ | ----------------------- | ------------- |
| ♂            | Brice        | Saunier                                                   | 38 ans | Nouvelle-Aquitaine      | Femmes        |
| ♂            | Bruno        | Éleveur de bovins                                         | 33 ans | Hauts-de-France         | Femmes        |
| ♂            | Christophe   | Viticulteur et éleveur de brebis                          | 57 ans | Nouvelle-Aquitaine      | Hommes        |
| ♂            | Gilles       | Ancien éleveur et polyculture à la retraite               | 69 ans | Pays de la Loire        | Femmes        |
| ♀            | Karell       | Éleveuse de vaches allaitantes et volailles bio           | 41 ans | Bourgogne-Franche-Comté | Hommes        |
| ♂            | Ludovic      | Viticulteur                                               | 28 ans | Occitanie               | Femmes        |
| ♀            | Manuela      | Éleveuse de poules d'ornement                             | 50 ans | Centre-Val de Loire     | Hommes        |
| ♂            | Mickaël      | Éleveur de vaches laitières et polyculture                | 55 ans | Bretagne                | Femmes        |
| ♂            | Pascal       | Éleveur d'ovins et de vaches allaitantes                  | 58 ans | Nouvelle-Aquitaine      | Femmes        |
| ♂            | Renaud       | Éleveur de volailles, de vaches allaitantes et de moutons | 52 ans | Pays de la Loire        | Femmes        |
| ♂            | Stéphane     | Éleveur d'ovins et de vaches allaitantes                  | 45 ans | Grand Est               | Femmes        |
| ♂            | Valentin     | Éleveur de vaches laitières et polyculture                | 26 ans | Normandie               | Femmes        |

## Résumé
- Brice a invité Marion et Mélanie. Il se présente en couple avec Marion lors du bilan[4].
- Bruno a invité Caroline et Clémence[5]. Il se présente en couple avec Clémence lors du bilan[6].
- Christophe a invité Yann et Guillaume. Il se présente en couple avec Yann lors du bilan[7].
- Gilles a invité Marie et Isabelle. Malgré un début de relation prometteur avec Marie, Gilles arrive célibataire au bilan, ne supportant plus la distance qui les séparait[8].
- Karell a invité Alexandre et Claude. Elle se présente néanmoins célibataire lors du bilan, du fait que son prétendant Alexandre ait quitté l'aventure lors du séjour à la ferme et que sa relation avec Claude n'ait pas abouti[9].
- Ludovic a invité Manon et Mélanie. Il choisit Mélanie pour poursuivre l'aventure, mais leur relation semble compliquée. Au final, il se présente au bilan en couple avec sa nouvelle petite-amie, rencontrée en dehors de l'émission[10].
- Manuela a invité Pierre et Didier. Elle se présente célibataire lors du bilan, après que ses deux prétendants soient partis au cours du séjour à la ferme[11].
- Mickaël a invité Nadia et Rozenn. Il demande Nadia en mariage lors du bilan[12].
- Pascal a invité Muriel. Muriel décide de mettre un terme à leur relation, Pascal est donc célibataire lors du bilan[13].
- Renaud a invité Anne et Murielle. Il se présente en couple avec Anne lors du bilan[7].
- Stéphane a invité Vanessa et Nathaly. Ses deux prétendantes quittent l'aventure au cours du séjour à la ferme. Il finit finalement par trouver l'amour en dehors de l'émission[14].
- Valentin a invité Flavie et Ilona. Il choisit finalement Flavie, avec qui il se présente toujours en couple lors du bilan[7].

## Audiences et diffusion
En France, l'émission est diffusée les lundis 8 janvier, 15 janvier et 22 janvier 2024 pour les portraits, et à partir du 19 août 2024 pour le reste de la saison. Un épisode dure environ 2 h 0 (publicités incluses), soit une diffusion de 21 h 15 à 23 h 15. Il est découpé en deux parties de 55 min et d'1 h 0, diffusées juste en suivant.
| Épisode et partie | Épisode et partie | Diffusion               | Diffusion   | Audience moyenne          | Audience moyenne                       | Classement des audiences | Réf.   |
| Épisode et partie | Épisode et partie | Jour                    | Horaire     | Nombre de téléspectateurs | Part de marché (sur les 4 ans et plus) | Classement des audiences | Réf.   |
| ----------------- | ----------------- | ----------------------- | ----------- | ------------------------- | -------------------------------------- | ------------------------ | ------ |
| 1                 | 1                 | Lundi 8 janvier 2024    | 21:15-22:10 | 2 995 000                 | 15,2 %                                 | 2e                       | [ 15 ] |
| 1                 | 2                 | Lundi 8 janvier 2024    | 22:15-23:15 | 2 995 000                 | 15,2 %                                 | 2e                       | [ 15 ] |
| 2                 | 1                 | Lundi 15 janvier 2024   | 21:15-22:10 | 3 088 000                 | 16,2 %                                 | 1er                      | [ 16 ] |
| 2                 | 2                 | Lundi 15 janvier 2024   | 22:15-23:15 | 3 088 000                 | 16,2 %                                 | 1er                      | [ 16 ] |
| 3                 | 1                 | Lundi 22 janvier 2024   | 21:15-22:10 | 2 952 000                 | 14,7 %                                 | 1er                      | [ 17 ] |
| 3                 | 2                 | Lundi 22 janvier 2024   | 22:15-23:15 | 2 952 000                 | 14,7 %                                 | 1er                      | [ 17 ] |
| 4                 | 1                 | Lundi 19 août 2024      | 21:15-22:10 | 3 495 000                 | 18,8 %                                 | 1er                      | [ 18 ] |
| 4                 | 2                 | Lundi 19 août 2024      | 22:15-23:15 | 3 495 000                 | 18,8 %                                 | 1er                      | [ 18 ] |
| 5                 | 1                 | Lundi 26 août 2024      | 21:15-22:10 | 4 022 000                 | 21,2 %                                 | 1er                      | [ 19 ] |
| 5                 | 2                 | Lundi 26 août 2024      | 22:15-23:15 | 4 022 000                 | 21,2 %                                 | 1er                      | [ 19 ] |
| 6                 | 1                 | Lundi 2 septembre 2024  | 21:15-22:10 | 3 782 000                 | 18,4 %                                 | 1er                      | [ 20 ] |
| 6                 | 2                 | Lundi 2 septembre 2024  | 22:15-23:15 | 3 782 000                 | 18,4 %                                 | 1er                      | [ 20 ] |
| 7                 | 1                 | Lundi 9 septembre 2024  | 21:15-22:10 | 4 032 000                 | 19,5 %                                 | 2e                       | [ 21 ] |
| 7                 | 2                 | Lundi 9 septembre 2024  | 22:15-23:15 | 4 032 000                 | 19,5 %                                 | 2e                       | [ 21 ] |
| 8                 | 1                 | Lundi 16 septembre 2024 | 21:15-22:10 | 3 741 000                 | 18,2 %                                 | 2e                       | [ 22 ] |
| 8                 | 2                 | Lundi 16 septembre 2024 | 22:15-23:15 | 3 741 000                 | 18,2 %                                 | 2e                       | [ 22 ] |
| 9                 | 1                 | Lundi 23 septembre 2024 | 21:15-22:10 | 4 593 000                 | 21,9 %                                 | 2e                       | [ 23 ] |
| 9                 | 2                 | Lundi 23 septembre 2024 | 22:15-23:15 | 4 593 000                 | 21,9 %                                 | 2e                       | [ 23 ] |
| 10                | 1                 | Lundi 30 septembre 2024 | 21:15-22:10 | 3 649 000                 | 17,9 %                                 | 2e                       | [ 24 ] |
| 10                | 2                 | Lundi 30 septembre 2024 | 22:15-23:15 | 3 649 000                 | 17,9 %                                 | 2e                       | [ 24 ] |
| 11                | 1                 | Lundi 7 octobre 2024    | 21:15-22:10 | 3 676 000                 | 17,4 %                                 | 2e                       | [ 25 ] |
| 11                | 2                 | Lundi 7 octobre 2024    | 22:15-23:15 | 3 676 000                 | 17,4 %                                 | 2e                       | [ 25 ] |
| 12                | 1                 | Lundi 14 octobre 2024   | 21:15-22:10 | 3 588 000                 | 17,2 %                                 | 2e                       | [ 26 ] |
| 12                | 2                 | Lundi 14 octobre 2024   | 22:15-23:15 | 3 588 000                 | 17,2 %                                 | 2e                       | [ 26 ] |
| 13                | 1                 | Lundi 21 octobre 2024   | 21:15-22:10 | 4 121 000                 | 19,5 %                                 | 1er                      | [ 27 ] |
| 13                | 2                 | Lundi 21 octobre 2024   | 22:15-23:15 | 4 121 000                 | 19,5 %                                 | 1er                      | [ 27 ] |
| 14                | 1                 | Lundi 28 octobre 2024   | 21:15-22:10 | 4 121 000                 | 19,8 %                                 | 1er                      | [ 28 ] |
| 14                | 2                 | Lundi 28 octobre 2024   | 22:15-23:15 | 4 121 000                 | 19,8 %                                 | 1er                      | [ 28 ] |
| 15                | 1                 | Lundi 4 novembre 2024   | 21:15-22:10 | 3 886 000                 | 18,9 %                                 | 1er                      | [ 29 ] |
| 15                | 2                 | Lundi 4 novembre 2024   | 22:15-23:15 | 3 886 000                 | 18,9 %                                 | 1er                      | [ 29 ] |
| 16                | 1                 | Lundi 11 novembre 2024  | 21:15-22:10 | 4 128 000                 | 18,8 %                                 | 2e                       | [ 30 ] |
| 16                | 2                 | Lundi 11 novembre 2024  | 22:15-23:15 | 4 128 000                 | 18,8 %                                 | 2e                       | [ 30 ] |
| 17                | 1                 | Lundi 18 novembre 2024  | 21:15-22:10 | 4 156 000                 | 19,8 %                                 | 2e                       | [ 31 ] |
| 17                | 2                 | Lundi 18 novembre 2024  | 22:15-23:15 | 4 156 000                 | 19,8 %                                 | 2e                       | [ 31 ] |
| 18                | 1                 | Lundi 25 novembre 2024  | 21:15-22:10 | 4 319 000                 | 20,5 %                                 | 1er                      | [ 32 ] |
| 18                | 2                 | Lundi 25 novembre 2024  | 22:15-23:15 | 4 319 000                 | 20,5 %                                 | 1er                      | [ 32 ] |
| 19                | 1                 | Lundi 2 décembre 2024   | 21:15-22:10 | 4 258 000                 | 20,0 %                                 | 1er                      | [ 33 ] |
| 19                | 2                 | Lundi 2 décembre 2024   | 22:15-23:15 | 4 258 000                 | 20,0 %                                 | 1er                      | [ 33 ] |